# Elisa Servenius

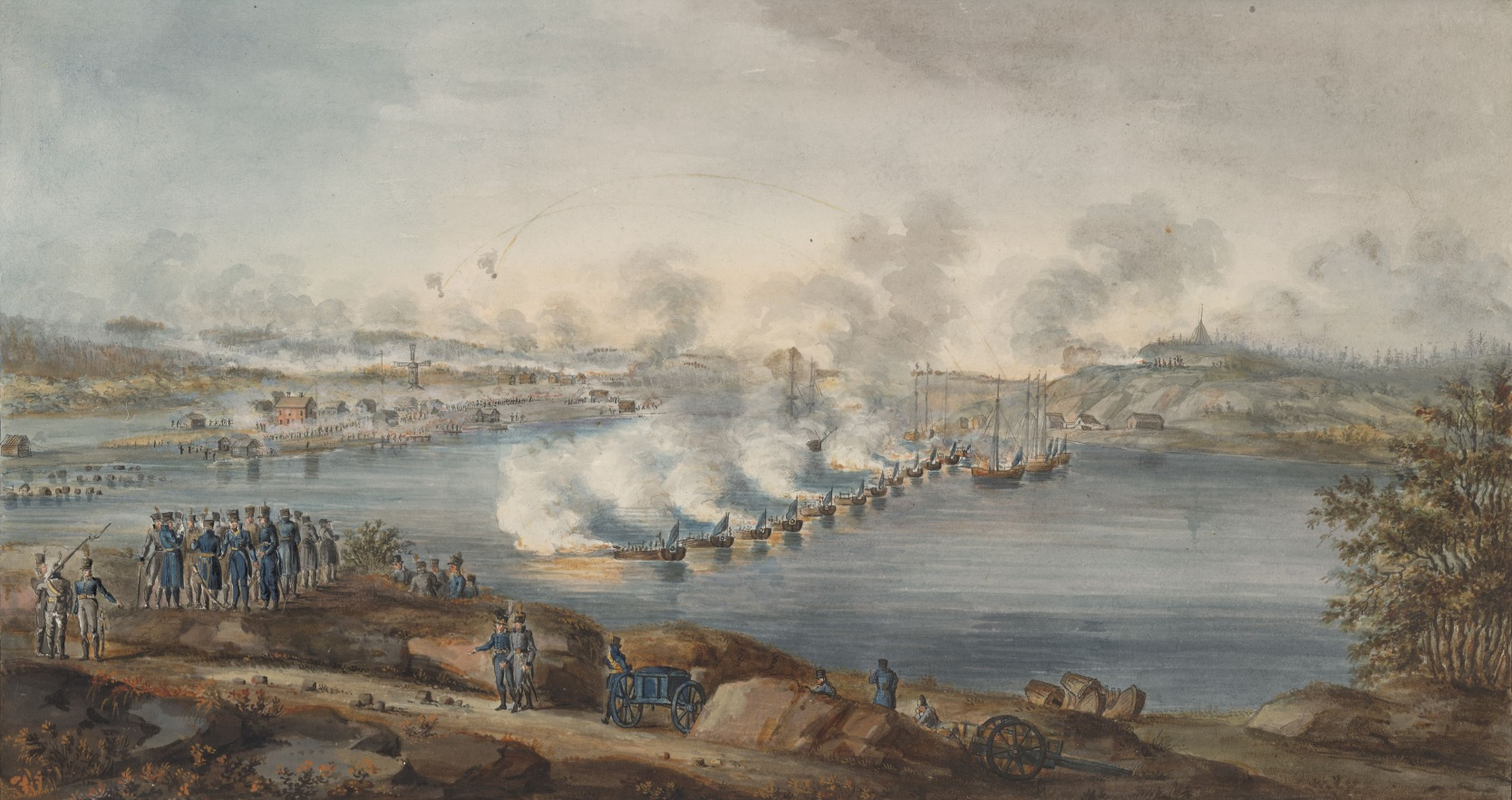
Slaget vid Ratan

Elisa Servenius, född Elisa Bernström, var en kvinna som tjänstgjorde i den svenska armén som soldat utklädd till man under Finska kriget 1808–1809. Hon var historiskt länge endast känd som "soldathustrun" och "lilla fru Servenius".

## Tjänstgöring
Elisa Servenius namn som ogift skall enligt nyare efterforskningar ha varit Elisa Bernström. Hon anges ha arbetat som piga före sitt giftermål med soldat nr 19 vid Livkompaniet av Drottningens livregemente till fot Bernhard Servenius (även kallad Sarvenius).
När maken kallades ut i Finska kriget ska hon ha följt med honom utklädd till man, "Då hon hade bestämt sig för att leva och dö med sin man." Hennes make uppgavs ha stupat eller tillfångatagits vid Slaget vid Sävar eller Slaget vid Ratan. Själv samlade hon under slaget ihop fiendens ammunition och delade ut den till sina kamrater. Hennes kön upptäcktes under den följande avmarschen mot Piteå, då hon för tredje gången visat sig redo att "efter sin förmåga gagna sitt fädernesland". Hon avskedades då, men belönades med medalj För tapperhet i fält.
Händelsen omnämns i flera samtida källor. I Expeditionen till Västerbotten 1809 uppgavs det: 
"Ibland enskilda märkvärdigheter vid denna strid var också det tapperhetsprov, som visades av en kvinna. Hon hade följt sin man, gardisten Servenius av änkedrottningens regemente, förklädd i expeditionen, var med vid landstigningen och deltog i bataljen vid mannens sida. Där sysselsatte hon sig med att samla ammunition ur de stupades patronkök. Mannen stupade, men hon fortsatte sitt arbete. Hon blev på Boijes anmälan belönad med silvermedaljen för tapperhet i fält."
Enligt källan I Torneå och Umeå 1808-1809 av August Quennerstedt handlade det dock om Drottningens regemente snarare än Änkedrottningens regemente.
Drottning Hedvig Elisabet Charlotta av Holstein-Gottorp omnämner Bernström i sin berömda dagbok på följande sätt: "På tal om den senaste expeditionen till Västerbotten glömde jag omnämna, att en amason uppträdde på krigsskådeplatsen". Enligt Hedvig Elisabet Charlottas dagbok gömde sig Bernström först på den båt som skeppade ut maken. Hon upptäcktes, men fick tillstånd att vara kvar som piga. Hon marscherade sedan med honom vid Ratan klädd i uniform. Under slaget vårdade hon sårade, och samlade ihop ammunition, som hon sedan räckte vidare till soldaterna. Maken rapporterades saknad efter slaget. Hon var dock övertygad om att han levde, och följde regementet vidare ombord till Piteå, uppenbarligen utklädd till man. Under denna nya expedition upptäcktes hennes kön av hennes nya kamrater. Officerare, som kände henne från förra expeditionen, sade till amiral Puke att hon inte skulle utsättas för vidare prövningar. Puke lät då underrätta sig om hennes uppförande under slaget vid Ratan, och tilldelade henne medaljen för tapperhet i fält. Gustaf Wachtmeister skickade en rapport till drottningen, där han anhöll om en penninggåva, eftersom Bernström ingått i drottningens regemente. Hon beskrevs som en före detta kökspiga, med pigga uttrycksfulla ögon, livlig i sätt och väsen och "t o m intelligent, så mycket man kan begära av en person av hennes klass", och som en person som "utmärkte sig för en medfödd oförskräckthet inför faran." Då hon tillfrågades, om hon varit rädd under kulregnet, hade hon svarat: 
"Varför skulle jag vara det? Jag är ju med min man, för hans skull är jag färdig till vad som helst, och dessutom vill jag hjälpa de sårade. Jag begär inte bättre än att få vara med om igen, om det behövs; att kulorna vina berör mig inte det minsta, man skall ju ändå en gång dö, lika gärna så på detta sätt, som annorledes".
Drottningen var imponerad och skrev: "Verkligen ett filosofiskt resonemang från en kvinna av folket och bevisar både klokhet och omdöme".
Elisa Servenius make ska i verkligheten inte ha stupat, så som felaktigt ha rapporterats. Han hade i stället tagits som krigsfånge av ryssarna, och frigavs ur rysk fångenskap år 1810. Paret följde sedan regementet till Stralsund i Svenska Pommern.

## Eftermäle
Servenius har stått förebild för en av rollfigurerna i Björn Holms historiska roman Affairen vid Ratan (2003). Här har hon dock givits namnet Katrin Servenius, och hennes make har förvandlats från soldat till löjtnant.
Under namnet "Katrin Servenius" har hon även givit titel och huvudfigur till en sång på Ultima Thules album Korpkvädet (2009). Hennes historia blev föremål för en teaterpjäs 1809 i kärlek & krig av Thomas Andersson i regi av Olle Törnqvist, som sattes upp på Norrbottensteatern 2009.
Elisa Servenius nämns i minnesmärkena över Slaget vid Sävar. Där kallades hon dock i varje fall år 2012 för Johanna Servenius.